# Латвійська Радянська Соціалістична Республіка
Латвійська Радянська Соціалістична Республіка (латис. Latvijas Padomju Sociālistiskā Republika; рос. Латви́йская Сове́тская Социалисти́ческая Респу́блика) — одна з республік СРСР, створена рішенням парламенту Латвійської Республіки 21 липня 1940, анексовано СРСР 5 серпня 1940, в 1991 році стала незалежною від СРСР.
Латвійська РСР характеризувалася однопартійним режимом Комуністичної партії, який придушував національні прагнення латишів, скасовував приватну власність, колективізував сільське господарство, здійснював русифікацію населення.
Цей період історії Латвії офіційно визнається окупацією країни Радянським Союзом урядами Балтійських країн Європейським судом з прав людини, урядами США, та Євросоюзу,. Водночас офіційна Росія вважає анексію Латвії Радянським Союзом легітимною з позицій міжнародного права.

## Історія
Спроба встановити у Латвії радянську владу здійснювалася більшовиками по Першій Світовій війні. 17 грудня 1918 за підтримки російських комуністів та В. І. Леніна була проголошена Латвійська Соціалістична Радянська Республіка  очолювана Петерісом Стучкою. Проте вже у січні 1920 більшовиків витіснили з Латвії, а 1921 року новий уряд Латвії визнали держави Антанти.
Наступна спроба комуністичної влади захопити Латвію, яка врешті й призвела до створення Латвійської РСР, розпочалася 1939 року, коли за Пактом Молотова — Ріббентропа між Нацистською Німеччиною і Радянським Союзом Латвія відійшла до сфери впливу СРСР. 16 червня 1940 року СРСР висунув Латвії ультиматум з вимогою зміни уряду, у Латвію були введені радянські війська, а 5 серпня 1940 року країна була анексована Радянським Союзом. Вся влада концентрувалася в руках ВКП(б) та її філіалу — Комуністичної партії (більшовиків) Латвії
У червні-липні 1941 року Латвія була зайнята Вермахтом. 1943 року німці почали мобілізацію місцевих жителів до сформованого Латиського Легіону Waffen SS за участю раніше сформованих добровольчих частин. Як зазначає професор І.Фелдманіс, латиші, «поставлені перед вибором Німеччина або Росія… вибрали Німеччину …, тому що німецьке панування їм здається меншим злом. Ненависть до Росії поглибила … окупація Латвії. Вони вважають боротьбу проти Росії національним обов'язком»

Із відвоюванням Латвії радянськими військами у 1944 році у Латвії організується партизанський рух опору радянській окупації. Загальна кількість партизан налічувала до 10 тисяч, ще 20 тисяч чоловік активно допомагали партизанам провіантом і притулком. Пізніше, однак, із закріпленням радянської влади, тисячі партизан були арештовані, і більше десятка тисяч членів сімей та тих, хто підтримував партизан — депортовано.
У повоєнні роки почалося відновлення промисловості й інших галузей народного господарства. У післявоєнний період у республіці було створено або модернізоване кілька великих промислових підприємств, зокрема RAF, РВЗ, VEF.
З початком перебудови в 1987 р. у столицях країн Балтії почалися масові виступи. В 1988 році виникли перші нові політичні рухи, найбільший із них — Народний фронт Латвії — поступово прийшов до влади у 1989—1990, закликаючи до проголошення незалежності і ринкових реформ. Протилежному Народному фронту Латвії Інтерфронт, що виступав за інтернаціоналізм і збереження Латвії в складі Радянського Союзу не мав такої широкої підтримки.
У 1989 році Латвійська РСР мала площу 64 600 км², 2 666 600 жителів, 1300 км сухопутного кордону і 500 км морського узбережжя.
4 травня 1990 новообраним Верховною Радою ЛРСР була прийнята Декларація про відновлення незалежності Латвійської Республіки. Одночасно був скликаний Конгрес Громадян Латвійської Республіки, на виборах якого, на відміну від виборів у Верховну Раду, брали участь тільки особи, що були громадянами Латвії до її приєднання до СРСР та їхні нащадки. 3 березня 1991 р. на опитуванні більшість жителів Латвії (включно з майбутніми «негромадянами») висловилися за демократію й незалежність. Остаточно ж незалежність була відновлена 21 серпня 1991, після перевороту ДКНС у Москві.

## Рух спротиву та репресії
Вже після перших тижнів незалежності серед патріотично налаштованого населення почали виникати групи однодумців, які переросли в підпільні організації опору, що складалися з колишніх охоронців, патріотично налаштованої молоді та інших осіб, які не прийняли окупаційну владу. Чекістам вдалося виявити і ліквідувати більшість цих груп, які в основному займалися розповсюдженням листівок, ще до початку війни. Найвідомішими групами опору були «Вільна Латвія», «Латвійський національний легіон», «Бойова організація визволення Латвії» тощо.
Окупаційна влада почала винищувати не лише політичних опонентів, але й економічно активне населення. Під час депортацій у червні 1941 року близько 15 000 осіб було депортовано у східні регіони СРСР без рішення суду. З депортованих загинув 5381 чоловік ― 34% від усіх депортованих у 1941 році.
Після Другої світової війни латиські національні партизани або «Лісові брати» чинили опір владі Латвійської РСР до 1956 року. У січні 1947 року НКВС повідомив, що в Латвії було «нейтралізовано» 22 548 партизанів та їхніх прихильників, а 12 753 партизани та учасники руху опору загинули і були політично покарані. У секретній доповіді Дрозди, завідувача організаційного відділу ЦК КПРС, зазначалося, що між 1944 і жовтнем 1953 року було ліквідовано близько 900 національних партизанських загонів з 9764 партизанами, а 10 268 партизанів були легалізовані. Національні партизани видавали газети та різні відозви. ЛНПА видавала газету «Срібне сонце» (1944-1948), яка зазвичай виходила накладом 100 примірників, а також «Māras Zeme» (1946-1948), «Tālavas Taure» (1946-1947) та інші. ЛТС(р)А видавала газету «Даугавскіе яструби», ЛНПО ― «Tēvzemei un Brīvībai» і «Kurbads».
Під час депортацій у березні 1949 року до Сибіру, Далекого Сходу та Півночі було депортовано понад 42 000 осіб. Замість депортацій заохочувалася імміграція з СРСР. У 1951 році дисиденти так званої «Французької групи» були заарештовані і звинувачені Комісаріатом народної безпеки Латвійської РСР у буржуазному націоналізмі та участі в антирадянських зборах. Члени групи були засуджені до 7-25 років ув'язнення і депортації до Радянського Союзу. Метою репресій була ізоляція нелояльних до режиму людей і залякування латвійської інтелігенції.10 У 1971 році в іноземних ЗМІ був опублікований лист 17 латвійських комуністів, в якому Едуардс Берклавс і його соратники анонімно критикували політику насильницької русифікації латишів з боку КПРС. У 1977 році латвійські дисиденти Інтс Калітіс і Вікторс Калниньш разом з литовським дисидентом Віктором Петксом і естонським дисидентом Марцем Ніклусом утворили Головний комітет Литовського, Латвійського та Естонського національного руху. У 1979 році 45 правозахисників окупованих країн Балтії виступили із закликом до анулювання пакту Молотова-Ріббентропа, який став відомим як Балтійська хартія. Її підписали 36 литовців, 5 латишів і 4 естонці. У 1983 році Гунарс Астру був заарештований КДБ і засуджений до 7 років ув'язнення за зберігання, розмноження та розповсюдження «антирадянської» літератури. У 1983 році був заарештований і засуджений до 6 років ув'язнення ще один підписант Балтійської хартії - Інта Каліте. У червні 1986 року латвійська правозахисна група заснувала в Лієпаї організацію «Гельсінкі-86», яка організувала демонстрації протесту перед монументом Свободи в Ризі 14 червня і 23 серпня 1987 року.

## Адміністративний поділ

### 1960—1990
Латвійська Радянська Соціалістична Республіка поділялася на:
- 26 районів (rajoni)
- 7 республіканських міст (в Латвійській РСР — «міста республіканського підпорядкування»).

## Населення
- 1959: 2 093 458 осіб (латиші — 1 297 881 (62.00 %), росіяни — 556 448 (26.58 %))